# Off Our Backs
Off Our Backs (oob) fue una publicación feminista radical estadounidense que se publicó de 1970 a 2008, lo que la convierte en una de las publicaciones feministas más longevas en los Estados Unidos. Marilyn Salzman-Webb y Marlene Wicks estuvieron entre sus fundadoras, en Washington D. C.. Su fundación fue la respuesta a lo que era una representación insuficiente del movimiento de liberación de la mujer en los principales medios de comunicación. Era una publicación autosostenible editada y publicada por un colectivo de mujeres compuesto principalmente por voluntarias que practicaban la toma de decisiones por consenso. Informando siempre sobre temas relacionados con el feminismo, la publicación pasó de ser bimestral  a trimestral antes de que las dificultades financieras condujeran a su final en 2008.
Los archivos de Off Our Backs se encuentran en la Biblioteca Hornbake de la Universidad de Maryland.

## Historia

### Orígenes y creación
Off Our Backs fue fundada en enero de 1970 por Marlene Wicks y Marilyn Salzman Webb en Washington D. C..
Crearon la publicación con la intención de que fuera escrito por, para y sobre mujeres, enfatizando que el periódico era parte de un movimiento. El nombre Off Our Backs fue seleccionado para reflejar la naturaleza dual del movimiento de mujeres. Su misión era “proporcionar noticias e información sobre la vida de las mujeres y el activismo feminista; educar al público sobre la situación de la mujer en todo el mundo; servir como foro para las ideas y teorías feministas; ser un recurso de información sobre la cultura feminista y  lesbiana; y buscar la justicia social y la igualdad para las mujeres." La editorial del primer número de febrero de 1970 afirmaba que Off Our Backs "es una publicación para todas las mujeres que luchan por la liberación de sus vidas y esperamos que crezca y se expanda para satisfacer las necesidades de las mujeres. de todos los orígenes y clases."
El primer número se publicó el 27 de febrero de 1970 y constaba de doce páginas. Incluía artículos sobre la píldora anticonceptiva, el derecho al aborto, los movimientos de las mujeres coreanas y la defensa de las protestas por los derechos de las mujeres. Fue escrito por un colectivo de 17 mujeres: Marlene Wicks, Alison Sand, Roxanne Dunbar, Martha Atkins, Conni Bille Finnerty, Paula Goldsmid, Bonnie McFadden, Charlotte Bunch-Weeks, Sue Tod, Jessica Finney, Marilyn Salzman-Webb., Norma Allen Lesser, Anne Hutchinson, Rachel Scott, Coletta Reid, Regina Sigal y Alice Wolfson.
Off Our Backs en sus comienzos fue mensual, excepto un mes al año. Así se mantuvo en 11 publicaciones al año desde 1970 hasta 2002. Durante este tiempo, incluyó varias denuncias, entrevistas y editoriales. En la década de 1980, el colectivo pasó de editoriales comunes a comentarios firmados. 1977 fue el año en que Off Our Backs alcanzó su punto máximo, con 15.000 ejemplares vendidos. En sus últimos años, Off Our Backs pasó de un formato de periódico a un formato de revista.
En 2002, Off Our Backs comenzó a publicar revistas seis veces al año. Permaneció bimensual hasta 2006, cuando ya se publicó trimestralmente. Se publicó el último número en 2008, citando las dificultades financieras como el factor principal del cese.

## Contenido
Off Our Backsse posicionó como una revista de noticias. por, para y sobre las mujeres. La forma varió a lo largo de su publicación, con una amplia gama de artículos, denuncias, entrevistas, editoriales y comentarios firmados.

## Estructura
Off Our Backs fue escrito y editado por un colectivo de mujeres que utilizaban la asamblea como toma de decisiones.
La publicación siempre fue no jerárquica,  y constaba de alrededor de 15 miembros a la vez. Marilyn Salzman-Webb afirmó que el colectivo estaba formado por mujeres de entre 17 y 32 años,  voluntarias  aunque a  partir de 1973, Off Our Backs pagó a uno o dos miembros del personal un salario.
El periódico se sostenía con donaciones y a través de suscripciones.